# Arasia
Arasia Simon, 1901 è un genere di ragni appartenente alla famiglia Salticidae.

## Distribuzione
Le 3 specie note di questo genere sono diffuse in Oceania; in particolare 2 sul territorio australiano e la sola A. eucalypti è endemica della Nuova Guinea.

## Tassonomia
A maggio 2010, si compone di tre specie:
- Arasia eucalypti Gardzinska, 1996 — Nuova Guinea
- Arasia mollicoma (L. Koch, 1880)[2] — Queensland
- Arasia mullion Zabka, 2002 — Nuovo Galles del Sud